# 瓦乔泽罗湖
61°03′45″N 34°17′20″E / 61.062545°N 34.288858°E

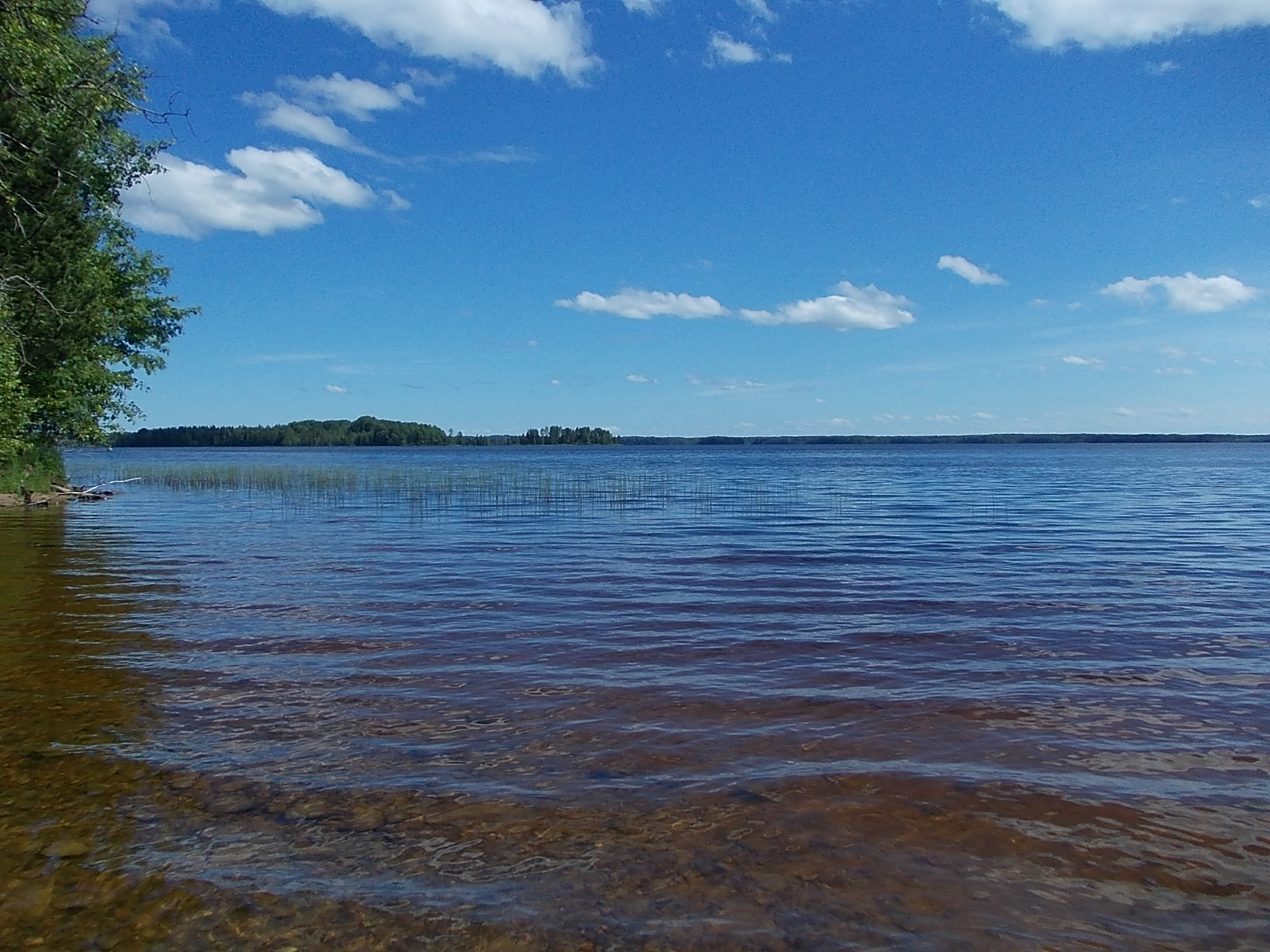

瓦乔泽罗湖（俄语：Вачозеро），是俄羅斯联邦的湖泊，位於該國西北部，由列寧格勒州負責管轄，處於波德波羅日耶區，長10公里、寬3公里，面積17平方公里，集水區面積104.4平方公里。